# Justin Braun (Fußballspieler)
Justin Braun (* 31. März 1987 in Salt Lake City, Utah) ist ein ehemaliger US-amerikanischer Fußballspieler. Er steht derzeit bei Real Salt Lake in der Major League Soccer unter Vertrag.

## Karriere

### Verein
Justin Braun begann seine Karriere in der Fußballmannschaft der High School aus seiner Heimatstadt Salt Lake City und zählte dort mehrmals zu den besten Torschützen im Bundesstaat Utah, wodurch er zweimal ins All-State Team gewählt wurde. Im Jahr 2007 wechselte Braun, ungedraftet, zum Amateurverein Olympique Montreux und blieb dabei im Raum Salt Lake City. Dort wurde er im Januar 2008 eingeladen, für die Auswahlmannschaft Utahs an einem Amateurturnier der United States Adult Soccer Association teilzunehmen. Nachdem er dort vom Cheftrainer von Chivas USA, Predrag Radosavljević, entdeckt worden war, lud man ihn zum Trainingscamp ein. Im März 2008 unterzeichnete er einen Vertrag mit Chivas USA.
Sein erstes Spiel in der Major League Soccer bestritt Braun am 30. März 2008 beim 1:1-Unentschieden gegen den FC Dallas. Insgesamt bestritt er in seiner Rookiesaison 24 Spiele für die Kalifornier und erzielte dabei vier Tore. Auch in den Playoffs lief Braun in beiden Spielen der ersten Runde gegen Real Salt Lake auf, konnte aber trotz seines ersten Torerfolgs in den Playoffs das Ausscheiden nicht verhindern. In der Saison 2009 bestritt er nur 15 Spiele, da er einen Großteil der Spiele Mitte der Saison durch eine Gehirnerschütterung verpasste. Zu Ende der Saison kehrte er aber zur Mannschaft zurück und konnte auch die beiden Playoff-Spiele bestreiten, in denen Chivas USA aber erneut in der ersten Runde scheiterte.
In der Saison 2010 etablierte sich Braun endgültig als Stammspieler und erzielte mit neun Toren mehr als in seiner bisherigen MLS-Karriere, außerdem gelangen ihm drei Torvorlagen. Als Letzter der Western Conference verpasste seine Mannschaft aber die Playoffs. In der folgenden Saison erzielte Braun acht Treffer, am 15. Mai 2011 gelang ihm außerdem beim Spiel gegen die New York Red Bulls der erste Hattrick seiner Karriere. Nur zwei Monate später, am 23. Juli, traf er gegen Houston Dynamo erneut dreifach. Mit insgesamt 24 Toren in der regulären Saison belegt Braun im vereinsinternen Vergleich den zweiten Platz der besten Torschützen.
Nach Ende der regulären Saison wechselte Justin Braun im November 2011 zum kanadischen Expansion Team Montreal Impact, das 2012 den Spielbetrieb in der MLS aufnahm. Sein erstes Spiel für den Verein absolvierte er bei der Saisoneröffnung gegen die Vancouver Whitecaps. Am 11. Juli 2012 wurde Braun nach zwölf absolvierten Spielen aber bereits wieder abgegeben und wechselte in seine Geburtsstadt zu Real Salt Lake.

### International
Bisher wurde Braun noch nicht für die Nationalmannschaft der Vereinigten Staaten eingesetzt. Seine erste Einladung zu einem Training der Nationalmannschaft erhielt er am 22. Dezember 2009, stand aber schließlich nicht im Kader des folgenden Freundschaftsspiels. 2011 wurde er erneut ins Trainingslager eingeladen, musste aber wegen einer Verletzung an der Achillessehne die Teilnahme absagen.